# Adassa
Adassa (Miami, 5 febbraio 1981) è una cantautrice e attrice statunitense.
È nota per la sua musica dance-pop con influenze latine e ha pubblicato diversi album nel corso della sua carriera, tra cui "Kamasutra" e "Adassa". La sua carriera musicale spazia dal reggaeton urbano alla musica cristiana.
Adassa ha lavorato anche nel mondo dello spettacolo come doppiatrice, tra cui il ruolo di Dolores nel film Disney Encanto. Nel 2022 ha ricevuto la nomination per la categoria Collaborazione dell'anno e per la categoria Canzone pop preferita agli American Music Awards per la canzone We Don't Talk About Bruno tratta dalla colonna sonora del film.
Adassa ha anche eseguito l'inno nazionale all'Homestead Miami Speedway per la Dixie Vodka 400 NASCAR.

## Biografia
Adassa nasce a Miami, in Florida, da genitori afro-colombiani per poi crescere a Saint Croix, nelle Isole Vergini.

## Carriera
Ha fatto tour e collaborato con artisti come Daddy Yankee, Lil' Flip, Pitbull, Taino, Ivy Queen, Don Omar, Lil Jon, Kevin Lyttle, Vico C, Baby Rasta & Gringo, Wisin & Yandel, Sasha, Baby Bash e Juvenile, tra gli altri. 
Ha debuttato come attrice nel film d'animazione Disney Encanto come voce di Dolores Madrigal. L'anno successivo è apparsa nella seconda stagione di Around the Sun, un audiodramma a episodi.

## Discografia

### Album
- 2004 – On the Floor
- 2005 – Kamasutra
- 2007 – Adassa

### Singoli
- 2004 – On the Floor
- 2005 – De Tra
- 2005 – Dejare de Quererte
- 2006 – Kamasutra
- 2007 – La Manera
- 2007 – No Me Compares
- 2008 – All I Wanna Do

- 2008 – Sexy
- 2014 – Backfire
- 2017 – Loca!
- 2021 – Blanca Navidad
- 2021 – Ni Un Beso

## Filmografia

### Cinema
- Encanto (2021) - Voce